# Férfi távolugrás a 2020. évi nyári olimpiai játékokon
A 2020. évi nyári olimpiai játékokon az atlétika férfi távolugrás versenyszámának selejtezőit 2021. július 31-én, döntőjét pedig augusztus 2-án rendezték Tokióban. A számot a görög Miltiádisz Tendóglu nyerte. Legjobb ugrása megegyezett az ezüstérmes Juan Miguel Echevarría eredményével, de mivel a második legjobb érvényes kísérlete a görög atlétának volt, így övé lett az aranyérem.

## Rekordok
A versenyt megelőzően a következő rekordok voltak érvényben:
| Világrekord     | Mike Powell (USA) | 895 cm | Tokió, Japán        | 1991. augusztus 30. |
| Olimpiai rekord | Bob Beamon (USA)  | 890 cm | Mexikóváros, Mexikó | 1968. október 18.   |

A versenyen új rekord nem született.

## Eredmények
Az eredmények centiméterben értendők. A rövidítések jelentése a következő:
| - Q: 815 centiméternél nagyobb eredménnyel továbbjutott - q: legjobb 12 eredményt elért versenyző, továbbjutott - o: érvényes kísérlet - x: rontott kísérlet - x–: magasság emeltetés | - PB: egyéni legjobbja - SB: 2021-ben addigi legjobb eredménye - NR: országos rekord - NM: érvényes kísérlet nélkül |

### Selejtező
| Helyezés | Csoport | Név                                | Nemzet                        | 1   | 2   | 3   | Eredmény | Mj    |
| -------- | ------- | ---------------------------------- | ----------------------------- | --- | --- | --- | -------- | ----- |
| 1.       | B       | Juan Miguel Echevarría             | Kuba (CUB)                    | 850 |     |     | 850      | Q, SB |
| 2.       | B       | Miltiádisz Tendóglu                | Görögország (GRE)             | 822 |     |     | 822      | Q     |
| 3.       | A       | Hasioka Júki                       | Japán (JPN)                   | 817 |     |     | 817      | Q     |
| 4.       | B       | Tajay Gayle                        | Jamaica (JAM)                 | x   | 672 | 814 | 814      | q     |
| 5.       | A       | JuVaughn Harrison                  | Egyesült Államok (USA)        | 813 | 802 | —   | 813      | q     |
| 6.       | A       | Filippo Randazzo                   | Olaszország (ITA)             | 810 | x   | —   | 810      | q, SB |
| 7.       | A       | Maykel Massó                       | Kuba (CUB)                    | 807 | 800 | 792 | 807      | q     |
| 8.       | B       | Thobias Montler                    | Svédország (SWE)              | 782 | x   | 801 | 801      | q     |
| 9.       | B       | Eusebio Cáceres                    | Spanyolország (ESP)           | 798 | 775 | —   | 798      | q     |
| 10.      | B       | Huang Csang-csou (Huang Changzhou) | Kína (CHN)                    | 775 | 759 | 796 | 796      | q     |
| 10.      | B       | Fabian Heinle                      | Németország (GER)             | 780 | 796 | 784 | 796      | q, SB |
| 10.      | B       | Kristian Pulli                     | Finnország (FIN)              | 771 | 796 | x   | 796      | q     |
| 13.      | A       | Emiliano Lasa                      | Uruguay (URU)                 | 785 | 795 | 778 | 795      |       |
| 14.      | A       | Henry Frayne                       | Ausztrália (AUS)              | 782 | 782 | 793 | 793      |       |
| 15.      | A       | Steffin McCarter                   | Egyesült Államok (USA)        | 769 | 781 | 792 | 792      |       |
| 16.      | A       | Samory Fraga                       | Brazília (BRA)                | 788 | x   | x   | 788      |       |
| 17.      | B       | Kao Hszing-lung (Gao Xinglong)     | Kína (CHN)                    | x   | 786 | 786 | 786      |       |
| 17.      | A       | Izmir Smajlaj                      | Albánia (ALB)                 | 781 | 786 | x   | 786      |       |
| 19.      | B       | Marquis Dendy                      | Egyesült Államok (USA)        | x   | 778 | 785 | 785      |       |
| 20.      | A       | Vang Csia-nan (Wang Jianan)        | Kína (CHN)                    | 759 | 781 | 764 | 781      |       |
| 21.      | A       | Carey McLeod                       | Jamaica (JAM)                 | x   | 775 | 736 | 775      |       |
| 22.      | B       | Ruswahl Samaai                     | Dél-afrikai Köztársaság (RSA) | 770 | 774 | x   | 774      |       |
| 23.      | A       | Sirojama Sótaró                    | Japán (JPN)                   | 624 | 770 | x   | 770      |       |
| 24.      | B       | Murali Sreeshankar                 | India (IND)                   | 769 | 751 | 743 | 769      |       |
| 24.      | B       | Lester Lescay                      | Kuba (CUB)                    | 769 | x   | 763 | 769      |       |
| 26.      | B       | Cuha Hibiki                        | Japán (JPN)                   | 752 | 761 | 755 | 761      |       |
| 27.      | A       | Vladiszlav Mazur                   | Ukrajna (UKR)                 | 760 | 754 | 758 | 760      |       |
| 28.      | A       | Bachana Khorava                    | Grúzia (GEO)                  | 741 | 735 | 717 | 741      |       |
| 29.      | B       | Alexsandro Melo                    | Brazília (BRA)                | x   | x   | 695 | 695      |       |
| —        | A       | Augustin Bey                       | Franciaország (FRA)           | x   | x   | x   | NM       |       |
| —        | A       | Cheswill Johnson                   | Dél-afrikai Köztársaság (RSA) | x   | x   | x   | NM       |       |
| —        | B       | Andwuelle Wright                   | Trinidad és Tobago (TTO)      |     |     |     | DNS      |       |

### Döntő
| Helyezés | Név                                | Nemzet                 | 1    | 2    | 3   | 4       | 5       | 6       | Eredmény | Mj |
| -------- | ---------------------------------- | ---------------------- | ---- | ---- | --- | ------- | ------- | ------- | -------- | -- |
| Arany    | Miltiádisz Tendóglu                | Görögország (GRE)      | 811  | x    | x   | 810     | 815     | 841     | 841      |    |
| Ezüst    | Juan Miguel Echevarría             | Kuba (CUB)             | 809  | x    | 841 | 671     | —       | x       | 841      |    |
| Bronz    | Maykel Massó                       | Kuba (CUB)             | 821  | 805  | —   | —       | —       | —       | 821      |    |
| 4.       | Eusebio Cáceres                    | Spanyolország (ESP)    | 796  | 809  | x   | x       | 812     | 818     | 818      | SB |
| 5.       | JuVaughn Harrison                  | Egyesült Államok (USA) | 757  | 770  | 796 | 787     | 815     | 749     | 815      |    |
| 6.       | Hasioka Júki                       | Japán (JPN)            | x    | 795  | 797 | x       | 794     | 810     | 810      |    |
| 7.       | Thobias Montler                    | Svédország (SWE)       | 808  | 793  | x   | 805     | x       | x       | 808      |    |
| 8.       | Filippo Randazzo                   | Olaszország (ITA)      | x    | 799  | x   | x       | 788     | x       | 799      |    |
| 9.       | Kristian Pulli                     | Finnország (FIN)       | 785  | 792  | 788 | Kiesett | Kiesett | Kiesett | 792      |    |
| 10.      | Huang Csang-csou (Huang Changzhou) | Kína (CHN)             | x    | 7.50 | 772 | Kiesett | Kiesett | Kiesett | 772      |    |
| 11.      | Tajay Gayle                        | Jamaica (JAM)          | x    | x    | 769 | Kiesett | Kiesett | Kiesett | 769      |    |
| 12.      | Fabian Heinle                      | Németország (GER)      | 5.18 | 7.57 | 762 | Kiesett | Kiesett | Kiesett | 762      |    |